# اچ‌ام‌اس آن (۱۹۱۵)
اچ‌ام‌اس آن (۱۹۱۵) (به انگلیسی: HMS Anne (1915)) یک کشتی است که طول آن ۳۶۷ فوت ۱ اینچ (۱۱۱٫۸۹ متر) می‌باشد. این کشتی در سال ۱۹۱۱ ساخته شد.